# Сахаровка (Елецкий район)
 Са́харовка  — деревня Архангельского сельсовета Елецкого района Липецкой области. Находится в северной части Елецкого района, в 4 км к северо-востоку от Ельца. Располагается на правом берегу реки Быстрая Сосна, при впадении в неё небольшого ручья.

## История
Впервые Сахаровка отмечается в «Списке населенных мест» Елецкого уезда Орловской губернии 1866 года, упоминается как «деревня владельческая, 11 дворов, 134 жителя».
В начале XX века деревня Сахаровка значится в приходе Вознесенской церкви села Ольшанец

## Население
| 1926 | 1932 | 2010 |
| ---- | ---- | ---- |
| 476  | ↗545 | ↘1   |

По переписи населения СССР 1926 года, в ней насчитывалось 93 двора и 476 жителей. 

## Транспорт
Сахаровка связана асфальтированной дорогой с Ельцом.  
В 1,5 км к северу, на противоположном берегу реки Быстрая Сосна, находится ж/д станция Трубицыно линии Елец – Лев Толстой ЮВЖД.

## Известные жители
Кашин, Иван Андреевич – лётчик Гражданского воздушного флота СССР, герой Советского Союза. Родился в Сахаровке.
Пресняков Виктор Петрович - капитан 1 ранга, подводник, участник ВОВ, родился в Сахаровке, оттуда и ушел на войну.После войны поступил в Военно-политическое училище и после окончания училища проходил службу в городе Кронштадт.